# Seo Jin-su
Seo Jin-su (en coréen : 서진수), né le 18 octobre 2000 à Seochang-dong en Corée du Sud, est un footballeur sud-coréen. Il évolue au poste d'avant-centre au Jeju United.

## Biographie

### En club
Né à Seochang-dong en Corée du Sud, Seo Jin-su est formé par le Jeju United. Il joue son premier match en professionnel lors d'une rencontre de coupe de Corée du Sud face au Gangneung City le 17 avril 2019. Il entre en jeu et son équipe s'impose après une séance de tirs au but. Seo fait sa première apparition en K League 1, la première division sud-coréenne, face au Seongnam FC, le 21 juin 2019. Il entre en jeu et son équipe s'incline (1-2 score final).
Il est prêté en 2021 au Gimcheon Sangmu. En 2022 il fait son retour au Jeju United et marque son premier but pour le club le 10 septembre 2022 face au Gimcheon Sangmu en championnat, contribuant à la victoire des siens (1-2 score final).
Le 14 mai 2023, Seo Jin-su réalise son premier doublé pour le Jeju United, lors d'une rencontre de K League 1 face au Suwon FC. Titulaire, il participe à la large victoire de son équipe (0-5 score final),. 

### En sélection
Seo Jin-su représente l'équipe de Corée du Sud des moins de 23 ans. Il joue deux matchs avec cette sélection en 2021.